# Senecio ovoideus
Senecio ovoideus là một loài thực vật có hoa trong họ Cúc. Loài này được (Compton) H.Jacobsen miêu tả khoa học đầu tiên.